# 永井弥太郎
永井 弥太郎（ながい やたろう、1923年3月5日 - 2007年3月21日）は、日本の経営者。三菱レイヨン社長を務めた。

## 来歴・人物
兵庫県出身。1944年に京都帝国大学経済学部を卒業し、1946年11月に三菱化成工業に入社。1965年5月に三菱レイヨンに移り、1973年11月に取締役に就任し、常務、専務を経て、1987年6月に副社長に就任し、1988年6月に社長に昇格。1993年6月に会長に就任し、1998年4月に相談役を退く。
2007年3月21日に心不全のために死去。84歳没。

## 親族
- 父は日商創業者の永井幸太郎[3]。妻は川崎製鉄元会長の二女。
- 速水優第28代日本銀行総裁は義弟[4]。速水謙国立情報学研究所名誉教授は甥、速水洋子京都大学東南アジア研究所所長は姪[5]。